# 잉에 1세 (스웨덴)

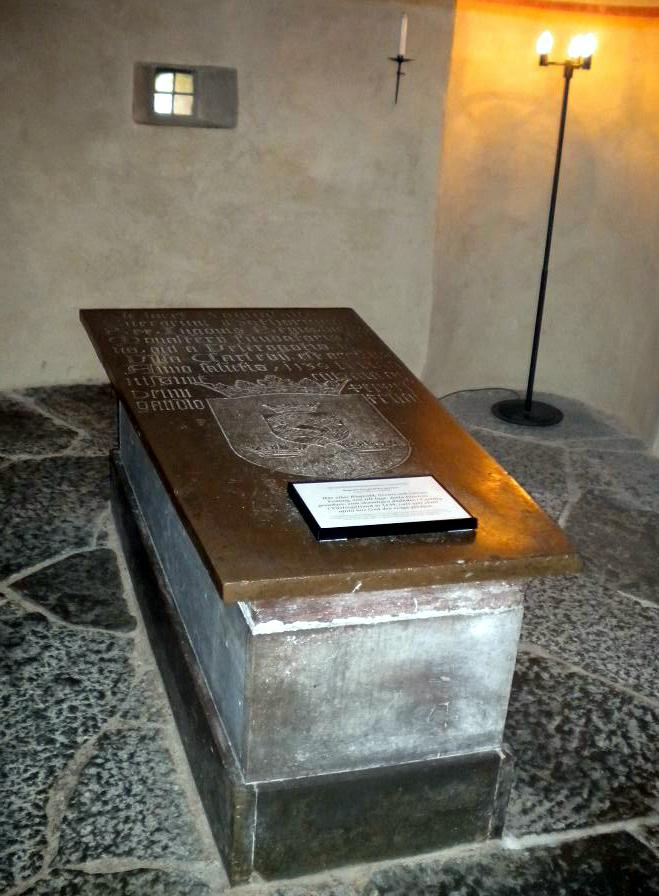
린셰핑의 브레타(Vreta) 수도원에 있는 잉에 1세의 무덤

잉에 1세(스웨덴어: Inge I) 또는 잉에 스텡킬손(스웨덴어: Inge Stenkilsson, 고대 노르드어: Ingi Steinkelsson, 생년 미상 ~ 1105년경 또는 1110년경)는 스웨덴의 국왕(재위: 1079년경 ~ 1084년경, 1087년경 ~ 1105년경 또는 1110년경)이다. 스텡킬가 출신이며 연장자 잉에(스웨덴어: Inge den äldre 잉에 덴 엘드레[*])라는 별칭으로 부르기도 한다.

## 생애
스텡킬(Stenkil) 국왕과 그의 아내인 잉아모데르 에문스도테르(Ingamoder Emundsdotter)의 아들로 태어났다. 1079년경 호칸 뢰데(Håkan Röde, 붉은 호칸) 국왕이 사망하면서 스웨덴의 국왕으로 즉위했다.
1084년경 기독교 신자였던 잉에는 스웨덴의 역대 국왕들이 이교의 신들에 대한 제사를 지내던 웁살라 신전에서 사제 역할을 수행하는 것을 거부했고 웁살라에서 추방되고 만다.
1087년경 블로트 스벤(희생자 스벤) 국왕을 살해하면서 스웨덴의 국왕으로 복위했다. 1100년경에는 노르웨이의 망누스 3세 국왕과의 분쟁을 겪기도 했지만 1101년 덴마크의 에리크 1세 국왕의 중재를 통해 화해하게 된다. 1110년경에 사망했으며 스웨덴의 왕위는 필리프 할스텐손(Filip Halstensson, 스웨덴의 필리프 국왕)이 승계받았다. 헬레나(Helena) 왕비와의 사이에서 4명의 자녀를 낳았다.
| 전임 호칸 뢰데 | 스웨덴의 국왕 1079년경 ~ 1084년경 할스텐과 공동 군주 (1079년경 ~ 1084년경) | 후임 블로트 스벤 |

| 전임 블로트 스벤 | 스웨덴의 국왕 1087년경 ~ 1105년경 또는 1110년경 | 후임 필리프 |